# Leopold Firt
Leopold Firt, původně Fürth (25. června 1894 Sestrouň – 9. února 1968) byl český lékař. Za druhé světové války byl šéflékařem  čs. vojenské jednotky na Středním Východě, prožil obléhání libyjského Tobruku. Poté byl až do konce války velitelem čs. nemocnice v Anglii. V letech 1947–1948 byl ředitelem dnešní Ústřední vojenské nemocnice v Praze 6. 

## Život

### Mládí a první republika
Židovští předkové Firta žili nejpozději od počátku 19. století v Kosově Hoře na Příbramsku. Leopold se narodil v Sestrouni, která je dnes součástí Sedlčan. Jeho rodiče Seligman a Pauline zde měli pronajatý statek. O tři roky později zde přišel na svět jeho bratr Julius. 
Maturitu složil Leopold v Plzni v červenci 1914. Nastoupil na Lékařskou fakultu Karlo-Ferdinandovy univerzity v Praze, ale 3. března 1917 musel jako medik narukovat na srbskou a poté italskou frontu. Studia úspěšně ukončil až po válce, v prosinci 1921.

### Protektorát
Vybudoval si lékařskou praxi v Kobylisích. Do jeho klientely patřil mj. zakladatel Zoo Praha Jiří Janda a díky kontaktům jeho bratra Julia mezi umělci také např. Karel Čapek nebo Adina Mandlová. V roce 1927 se mu narodil syn Pavel, budoucí kardiochirurg, který v roce 1984 provedl první úspěšnou transplantaci srdce v Československu a ve východním bloku. 
Když Karel Čapek na Vánoce 1938 umíral na zápal plic, byl u něj Leopold Fürth s lékařem Karlem Steinbachem. V té době se již začala zhoršovat situace Židů, židovští lékaři z pohraničí již nesměli vykonávat praxi. Dne 13. března 1939 se tedy Leopold nechal v kostele sv. Jiljí pokřtít, ač do té doby byl bez vyznání. Za svědka mu šel Zdeněk Bořek Dohalský. Téhož dne proběhla ještě římskokatolická svatba Leopolda s jeho ženou Kateřinou, kteří měli občanský sňatek před 15 lety na žižkovské radnici. Leopoldovu situaci to však nezachránilo, ještě v březnu 1939 se zástupci českých lékařských stavovských organizací vyslovili pro okamžitý zákaz výkonu praxe lékařů neárijského původu.
Fürthovi se proto rozhodli rozvést, Leopold se odstěhoval na Žižkov, jeho žena do Dejvic. Vilu v Kobylisích Kateřina pronajala MUDr. Maškovi. Ukázalo se však, že Mašek je nacista a kolaborant. Fürtha, který plánoval cestu do zahraničí, udal mj. za přechovávání deviz. Fürth byl poté zatčen. Soudcem, který rozhodoval o jeho dalším osudu, však náhodou byl jeho spolužák z gymnázia, a nechal jej propustit.

### Zahraniční vojsko
Fürthovi se poté podařilo získat falešný pas s jugoslávským vízem a odjel do Bělehradu. Přidal se k českým uprchlíkům. Od francouzského konzulátu v Bělehradě získali propustku, zároveň se však museli zavázat ke službě v cizinecké legii. Přes Soluň a Istanbul cestovali do francouzských kolonií Sýrie a Libanonu. Dne 29. června 1940 se díky britským vízům 206 československých vojáků dostalo na tehdy britské mandátní území Palestina. Zde se začala tvořit čs. vojenská jednotka na Středním Východě a Leopold Fürth se stal jejím šéflékařem.
V říjnu 1941 vystřídala čs. jednotka britské oddíly u libyjského přístavu Tobruk. Fürth zde v primitivních podmínkách pomáhal vojákům sužovaným úplavicí, avitaminózou, revmatismem nebo kožními záněty. Další zkouškou bylo místní podnebí, které nutilo vojáky vypořádat se s vedry přes den a mrazy v noci. 

### Po 2. světové válce
Jakmile válka v severní Africe skončila, přesunul se Fürth do Anglie. Zde byl jmenován velitelem Czechoslovak Military Hospital Hammersmith, kterým zůstal až do konce války. Jeho bratr Julius tehdy v Londýně působil v exilové Státní radě. V létě 1945 se bratři vrátili do Prahy. Za války v Londýně i později v Praze také léčil politiky, mj. komunistického ministra vnitra Václava Noska nebo velitele komunistických zpravodajců Bedřicha Reicina.
Do roku 1946 používal Leopold příjmení Fürth (za války v Anglii Firth), poté si jej v Čechách nechal změnit na Firt. V srpnu 1947 byl jmenován ředitelem tehdejší Masarykovy vojenské nemocnice, dnešní Ústřední vojenské nemocnice v Praze. 
Jeho bratr Julius se po převratu v roce 1948 rozhodl pro emigraci. Leopold se však rozhodl zůstat, mj. kvůli synovi Pavlovi a jeho studiu medicíny. Ke 30. dubnu 1948 byl Leopold zbaven vedení nemocnice. Bylo mu umožněno pokračovat jako praktický lékař. 
Zemřel v únoru 1968 na pooperační komplikace.

## Vyznamenání
- Pamětní medaile československé armády v zahraničí se štítky Střední východ a Velká Británie[4]
- Československý válečný kříž 1939
- 2023 –  Kříž obrany státu ministra obrany České republiky[5]

## Dílo
- Od Eufratu až po Benghazi: Historie čs. vojenské jednotky na Středním Východě, Práce 1947[6]
- Leopold Firt byl filmový amatér – je autorem jediných filmových záběrů ze Strže, bývalého letního sídla Karla Čapka ve Staré Huti na Příbramsku. Kromě Čapka je nich k vidění jeho manželka Olga Scheinpflugová, režisér a herec Hugo Haas i další hosté vily.[3]